# Erika Graf
Erika Graf (* 10. August 1977) ist eine uruguayische Schwimmerin.
Graf gehörte dem Team Uruguays bei den Südamerikaspielen 1990 in Peru an. Dort gewann sie eine Bronzemedaille über die 200-Meter-Brust-Distanz. Sie nahm mit der uruguayischen Mannschaft auch an den Panamerikanischen Spielen 1991 teil. Am 22. November 1994 stellte sie, als Teilnehmerin der Südamerikaspiele 1994, im venezolanischen Valencia sowohl über die 100-Meter-Brust- als auch über die 200-Meter-Brust-Distanz mit 1:14,21 min bzw. 2:38,97 min jeweils einen neuen Uruguayischen Rekord auf, der nach wie vor Bestand hat. Im 200-Meter-Finale der Spiele sicherte sie sich überdies die Goldmedaille. Zudem vertrat Graf ihr Heimatland bei den Olympischen Spielen 1996 in Atlanta. Dort startete sie über die 100-Meter-Brust-Strecke und belegte den 35. Rang.
Im September 2002 berichtete El País, dass Graf sich zukünftig im Verein Urunday Universitario im Rahmen eines Projektes als Dozentin engagieren werde.

## Rekorde
Graf ist Inhaberin der folgenden uruguayischen Landesrekorde:
- 100-Meter-Brust (1:14,21 min, aufgestellt am 22. November 1994 in Valencia)
- 200-Meter-Brust (2:38,97 min, aufgestellt am 22. November 1994 in Valencia)

## Weblink
- Erika Graf in der Datenbank von Olympedia.org (englisch)